# Canal Tamengo
O canal Tamengo é um canal natural artificial de 11 quilômetros de longo que liga a lagoa Cáceres para perto de Porto Suárez em Bolívia com o rio Paraguai em Brasil, em frente à cidade de Corumbá. No lado boliviano do canal encontram-se três portos, os quais são Porto Jennefer, Porto Aguirre e Porto Gravetal. Estes três portos mobilizam 1,5 milhões toneladas de ónus tanto de importação como de exportação para o Oceano Atlântico.

## Veja-se também
- Província Germán Busch
- Parque nacional e área natural de manejo integrado Otuquis